# Takahisa Kitahara
Takahisa Kitahara (født 18. oktober 1990) er en japansk fodboldspiller.
Han har spillet for flere forskellige klubber i sin karriere, herunder SC Sagamihara.